# Finger-Zahnwurz
Die Finger-Zahnwurz (Cardamine pentaphyllos) ist eine Pflanzenart aus der Gattung Schaumkräuter (Cardamine) innerhalb der Familie der Kreuzblütler (Brassicaceae).

## Beschreibung

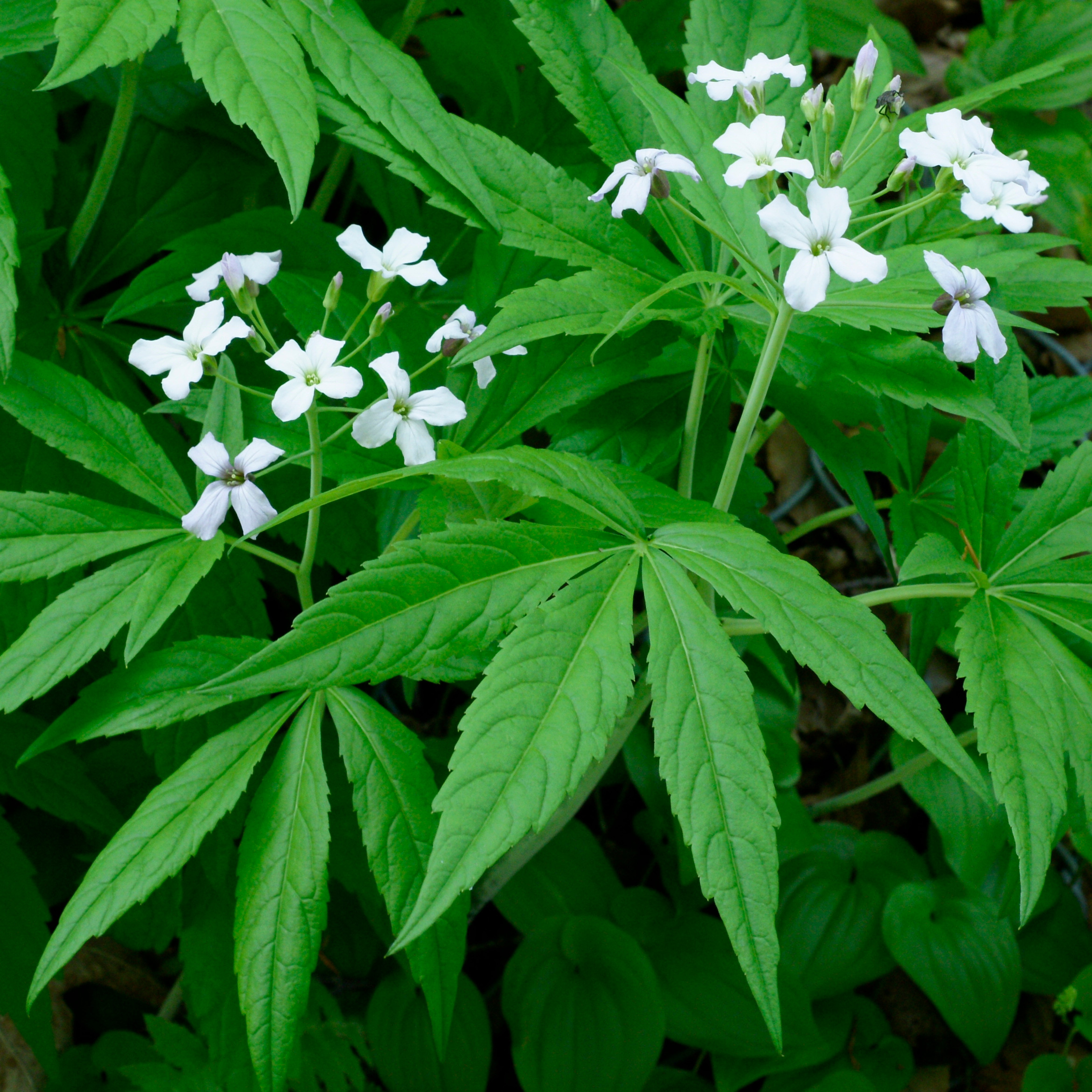
Laubblätter und Blütenstände

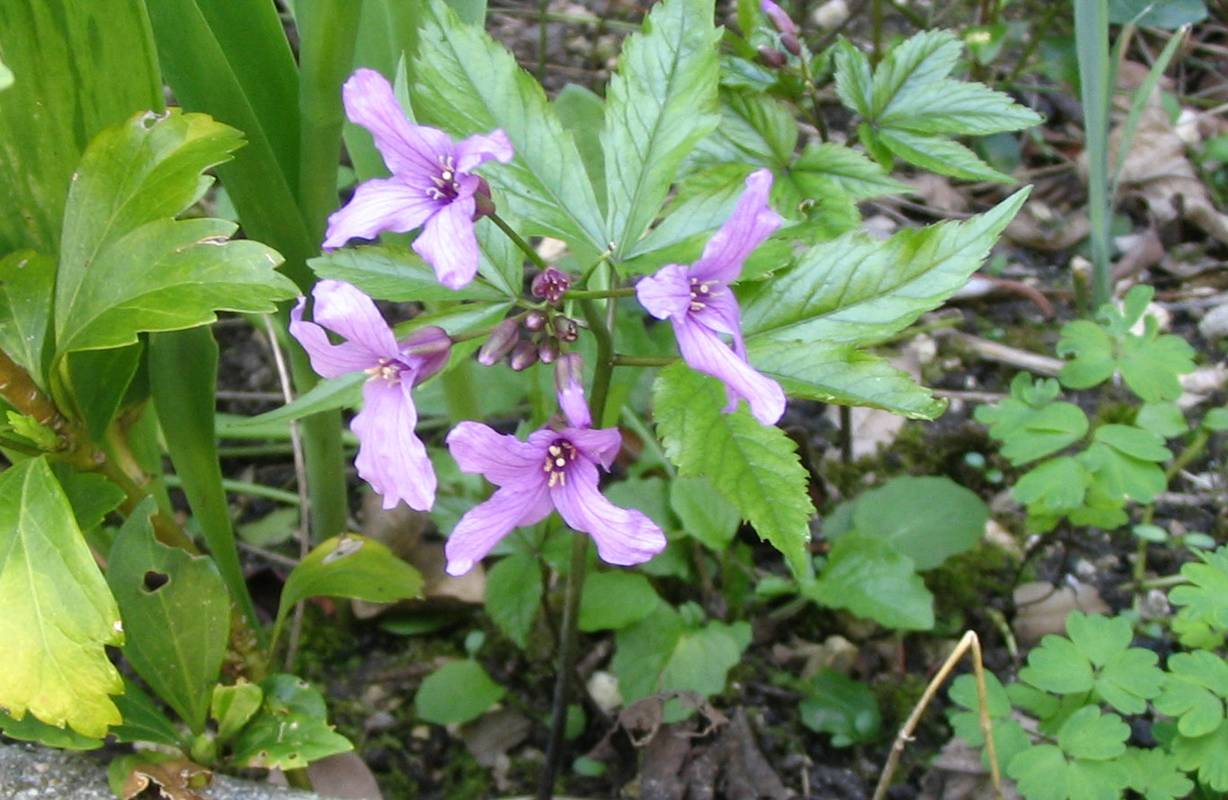
Blütenstand

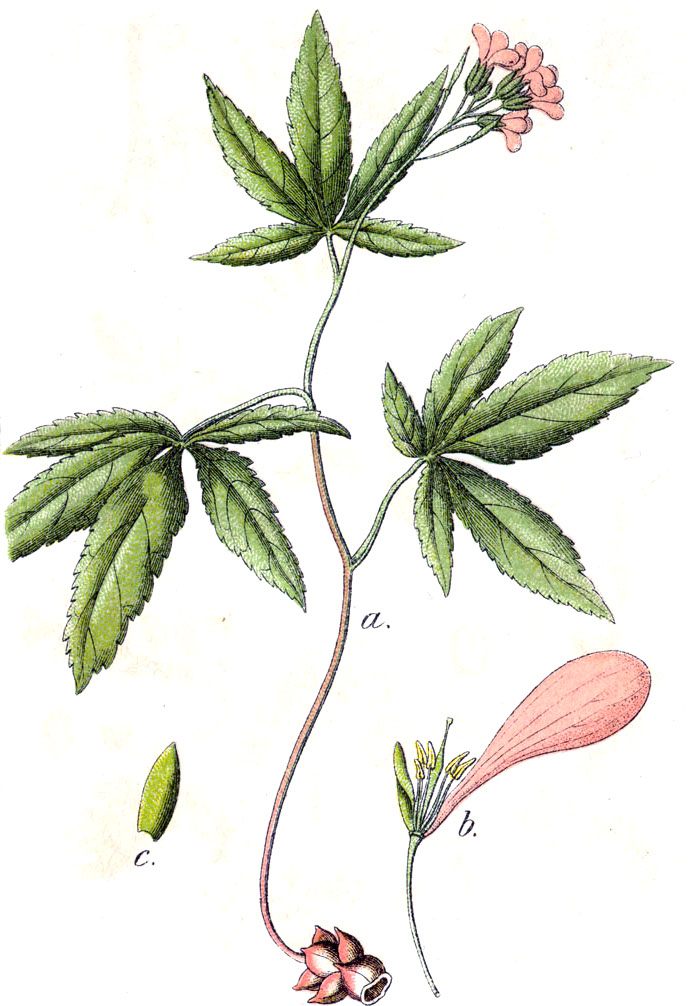
Illustration aus Sturm

### Vegetative Merkmale
Die Finger-Zahnwurz ist eine sommergrüne, ausdauernde krautige Pflanze und erreicht Wuchshöhen von 20 bis 50 Zentimetern. Das waagrecht kriechende Rhizom ist fleischig und ist mitherzförmig-dreieckigen Niederblattschuppen bedeckt. Der Stängel ist aufrecht und unverzweigt. Es sind meist drei wechselständige Stängelblätter vorhanden, wobei die unteren fünfzählig gefingert sind, während das obere dreizählig gefingert ist. Die Teilblättchen sind lanzettlich bis eiförmig und gezähnt. Die unteren Stängelblätter sind lang gestielt.

### Generative Merkmale
Der traubige Blütenstand enthält meist 8 bis 17 Blüten, die die Blätter überragen. Die Blütenstiele sind aufrecht abstehend. Die zwittrige Blüte ist vierzählig mit doppelter Blütenhülle. Die vier Kelchblätter sind 7 bis 10 Millimeter lang, sind schmal-oval und besitzen einen violetten Hautrand.  Die meist violetten Blütenkronblätter sind 15 bis 25 Millimeter lang. Sie sind länglich-verkehrt-eiförmig und allmählich in einen langen Nagel verschmälert. Die Staubblätter sind länger als der Kelch, die inneren sind 10 bis 12, die äußeren 8 bis 10 Millimeter lang. Die Staubbeutel sindn2,5 Millimeletr lang und gelb. Die Fruchtstiele sind 10 bis 35 Millimeter lang und stehen waagrecht ab. Die Schoten sind 40 bis 70 Millimeter lang und 3 bis 4 Millimeter breit und durch einen 7 bis 10 Millimeter langen Griffel zugespitzt. Die Samen sind 3 bis 3,5 Millimeter lang und 2 bis 3 Millimeter breit; sie sind bräunlich und glänzend.
Die Chromosomenzahl beträgt 2n = 48.

## Ökologie
Bei der Finger-Zahnwurz um einen sommergrünen Geophyten. Die Laubblätter bleiben bis September oder Oktober grün. Die vegetative Vermehrung ist durch Teilung der Rhizome möglich.
Die Finger-Zahnwurz ist eine Schatten ertragende, mehr oder weniger montan wachsende Waldpflanze.
Ihre Blütezeit liegt zwischen April und Juni. Es findet Insektenbestäubung und Selbstbestäubung statt.
Die Samenreife erfolgt meist im August. Die Samen werden bei der Reife durch schnelles Aufrollen der Klappen von unten nach oben fortgeschleudert.
Die Keimung der Samen kann wohl nur in mullhaltigen Böden erfolgen.

## Vorkommen
Die Finger-Zahnwurz ist ein westlich-alpines Florenelement. Sie gedeiht in den Pyrenäen, Cevennen, Vogesen, Alpen, im Alpenvorland, Schwarzwald, in der schwäbischen Südwestalb sowie im Französischen und Schweizer Jura. Sie kommt nur in Europa vor und zwar in den Ländern Spanien, Frankreich, Italien, Deutschland, Schweiz, Österreich, Slowenien und Kroatien.
Die Finger-Zahnwurz braucht gut durchsickerten, nährstoffreichen, humosen, steinigen Lehmboden, der sogar leicht sauer sein kann, aber der eine gute Mullauflage aufweisen sollte. Sie besiedelt Schluchtwälder, besonders das Fraxino-Aceretum-pseudoplatani und krautreiche, feuchte Laubwälder. Sehr selten, aber oft in lockeren, zuweilen in individuenreichen Beständen findet man sie in Deutschland auf der Baar, am Hochrhein, im Hegau und im Alpenvorland; die Finger-Zahnwurz steigt hier kaum zu einer Höhenlage von bis zu 1500 Metern auf. In den Alpen steigt sie zu einer Höhenlage von bis zu 1700 Metern, in den Pyrenäen bis 2160 Metern auf.
Die ökologischen Zeigerwerte nach Landolt et al. 2010 sind in der Schweiz: Feuchtezahl F = 3+ (feucht), Lichtzahl L = 2 (schattig), Reaktionszahl R = 4 (neutral bis basisch), Temperaturzahl T = 3 (montan), Nährstoffzahl N = 4 (nährstoffreich), Kontinentalitätszahl K = 2 (subozeanisch).

## Taxonomie
Die Erstveröffentlichung erfolgte unter dem Namen (Basionym) Dentaria pentaphyllos durch Carl von Linné. Die Neukombination zu Cardamine pentaphyllos (L.) Crantz wurde  1769 durch Heinrich Johann Nepomuk von Crantz in Classis Cruciformium Emendata cum Figuris... S. 127 veröffentlicht. Ein Synonym ist Dentaria digitata Lam.